# أرشيبالد براينت
أرشيبالد براينت (بالإنجليزية: Archibald Bryant)‏ هو سياسي أمريكي، ولد في 1 يوليو 1803، وتوفي في 29 مارس 1883. انتخب عضو مجلس نواب ولاية ايوا.